# Melanocetus murrayi
Melanocetus murrayi är en fiskart som beskrevs av Günther, 1887. Melanocetus murrayi ingår i släktet Melanocetus och familjen Melanocetidae. Inga underarter finns listade i Catalogue of Life.